# Горлице
Горлѝце (на полски: Gorlice) e град в Южна Полша, Малополско войводство. Административен център е на Горлишки окръг, както и на селската Горлишка община, без да е част от нея. Самият град е обособен в самостоятелна градска община с площ 23,53 2.

## География
Градът се намира в историческия регион Малополша. Разположен е южно от град Краков.

## Население
Според данни от полската Централна статистическа служба, към 1 януари 2014 г. населението на града възлиза на 28 415 души. Гъстотата е 1 208 души/км2.

## История
Градът е отправна точка на „Горлице-Тарнувската операция“ на германските войски, по време на Първата световна война.